# Kalle Anka tar bondpermission
Kalle Anka tar bondpermission (engelska: The Old Army Game) är en amerikansk animerad kortfilm med Kalle Anka från 1943.

## Handling
Kalle Anka har tagit bondpermission från militärbasen. När han väl kommer tillbaka måste han ta sig förbi sergeant Svarte Petter som förbereder sig att läxa upp honom.

## Om filmen
Filmen hade svensk premiär den 29 januari 1945 på biografen Spegeln i Stockholm.

## Rollista
- Clarence Nash – Kalle Anka
- Billy Bletcher – Svarte Petter[6]